# Канжуган (рудник)
Канжуган (рудник) – гірничодобувне підприємство на півдні Казахстану, яке здійснює видобуток урану. 
Родовище Канжуган (яке в подальшому виявилось південним продовженням родовища Моінкум) відкрили в 1972 році та почали розробляти методом підземного вилуговування з 1982 (за іншими даними – 1988) року.
Первісно розробку провадило належне до Киргизького гірничорудного комбінату Центральне рудоуправління. В подальшому воно увійшло до складу Таукентского гірничо-хімічному підприємства казахського державного концерну «Казатомпром», а потім рудник став активом створеної в 2015-му дочірньої компанії цього ж концерну «Казатомпром-SaUran».
Спершу на руднику з десорбату урану випускали хімічний концентрат природного урану («жовтий кек»), а з 2003-го стало можливим спрямовувати десорбат для більш глибокого збагачення на Таукентський аффінажний завод. При цьому можливо відзначити, що до кінця 2000-х потужності Таукентского гірничо-хімічного підприємства з випуску «жовтого кеку» були задяні для роботи з десорбатом рудника Акдала. 
Станом на кінець 2021 року ресурси Канжугану оцінювались у 15,3 тисячі тонн урану, а розробку планувалось вести до 2048 року.